# Kaiserburg (Oberhausen)
Die Kaiserburg ist die Ruine einer Höhenburg auf dem 454 m ü. NHN hohen Ulrichsberg (Arrach) auf der südlichen Seite der Donau 1400 Meter nordnordwestlich der Pfarrkirche St. Clemens der Gemeinde Oberhausen im Landkreis Neuburg-Schrobenhausen in Bayern. 
Die Anlage ist unter der Aktennummer D-1-85-150-17 als denkmalgeschütztes Baudenkmal von Oberhausen verzeichnet. Ebenso wird sie als Bodendenkmal unter der Aktennummer D-1-7232-0124 im Bayernatlas als „Burgruine des Mittelalters ("Kaiserburg")“ geführt.

## Geschichte
Die Burg wurde im 10./11. Jahrhundert oder vielleicht 1197 als Reichsburg erbaut und 1280 erwähnt. Besitzer der Burg waren die Grafen von Graisbach-Lechsgemünd. Die Burg bildete den östlichsten Punkt der graisbachischen Besitzungen südlich der Donau. Die Burghut der Kaiserburg wurde von den Graisbachern ihren Lehensträgern, den Rittern von Straß, übertragen. 1270 wurde die Grafschaft Neuburg von den Wittelsbachern mit Beschlag belegt und die Burgen zerstört. 1386 wurde die Burg endgültig zerstört. Von der ehemaligen Burganlage sind nur noch Mauerreste erhalten.
Kaiser Heinrich II. soll sich hier einmal aufgehalten haben, woher der Name „Kaiserburg“ stammen soll.

## Beschreibung
Sie wurde in Spornlage oberhalb der Flussniederung im 10./11. Jahrhundert oder vielleicht erst 1197  errichtet. Gebaut wurde sie aus porösem, leicht gelblichem Kieselerde-Kalkstein. Sie hat eine Länge und Breite von 100 Metern, mit den Wallanlagen sogar jeweils 300 Metern, und einen tropfenförmigen Grundriss. Heute sind nur noch wenige Mauern erhalten, der Grundriss ist jedoch noch deutlich zu erkennen. 

## Flora im Bereich der Burg
Im Lauf der Jahrhunderte sind viele Bäume im Bereich der Ruine gewachsen. Häufig kann man hier im Sommer die gelb blühende Hohe Schlüsselblume beobachten. 

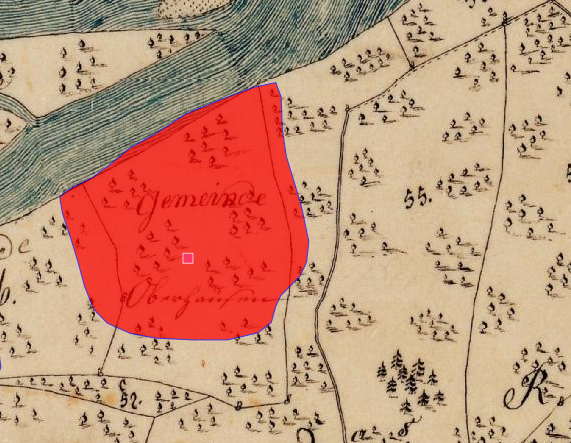
Lageplan von Kaiserburg (Oberhausen) auf dem Urkataster von Bayern
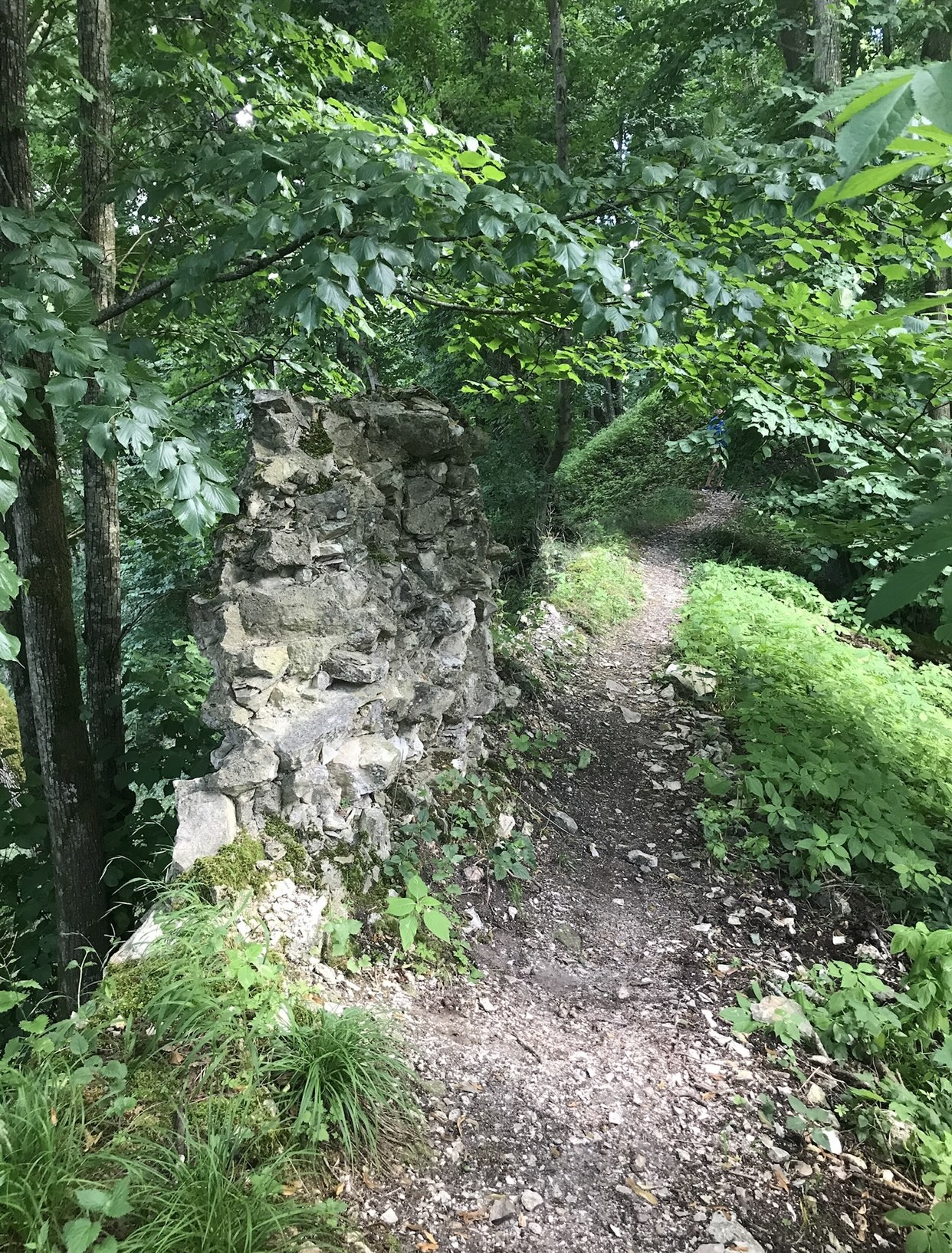
Mauerreste wie diese sind hier noch häufiger zu finden
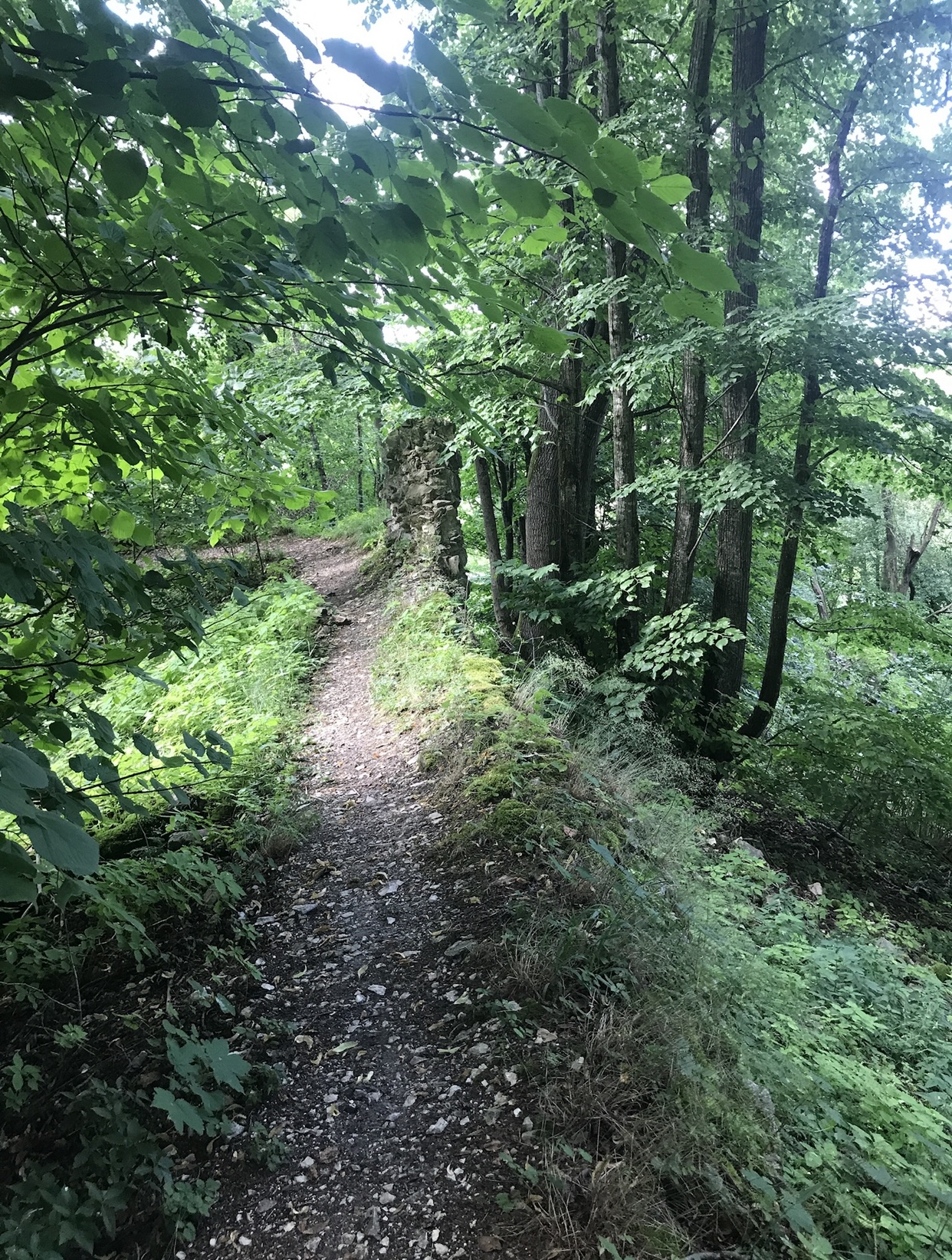
Die Kaiserburg ist auch mit mehreren Fußwegen erschlossen